# Szucsou
Szucsou (, régebbi angolos latin betűs átírással Soochow), az egyik leghosszabb történelmi múltra visszatekintő, a 21. század elején pedig az egyik leggazdagabb kelet-kínai prefektúra szintű város Csiangszu (Jiangsu) tartományban, Sanghaj (Shanghai) és Hangcsou (Hangzhou) közelében, a Nagy-csatorna mentén. Földrajzilag a Jangce alsó folyása közelében, a folyó deltavidékén, a Taj-tó (Tai-tó), magyarul Nagy-tó partján terül el. Közigazgatásilag prefektúrai szintű város. A hozzá tartozó terület nagysága 8488,24 km², ebből 2743 km² a városi terület. Lakossága 2012 végén 6 478 100 volt, ebből 3 289 900 a városi lakos.
A várost i. e. 514-ben alapították. 2500 éves történelme gazdag eseményekben. A Han-dinasztia idejére tehető az első virágzása. I. sz. 100 körül a nagy számban beáramló lakosság révén az akkori világ tíz legnagyobb városa között volt. A 10. században, a Szung-dinasztia idején az ország egyik fontos kereskedelmi központja volt. A Ming és a Csing-dinasztia (Qing-dinasztia) idején a gazdasági erő mellett már kulturális központnak is számított, és egyben a világ legnagyobb olyan városa volt, amelyiknek nem volt fővárosi rangja. Nagyjából a 19. század derekától, a tajping-felkelés idején, de nem elsősorban annak következtében vesztette el regionális gazdasági vezető szerepét a feltörekvő kikötővárossal, Sanghaj (Shanghai)jal szemben. Nagy szerepe volt ebben a csatornákon zajló vízi közlekedés fokozatos háttérbe szorulásának is az épülő vasutakkal szemben.
A város gazdasági fejlődésének lefékeződése azonban azzal a jótékony hatással is járt, hogy a 20. század ipari fellendülése nem tett nagy kárt a gazdag műemlékekben, különösen a világszerte híressé váló kertekben, amelyek 1997-ben illetve 2000-ben Szucsou klasszikus kertjei néven az UNESCO világörökségi listájára is felkerültek. A 69 megmaradt tipikus kínai kert közül néhány ezer éves múltra is visszatekinthet.
A Jangce mélyen fekvő deltavidékén elhelyezkedő várost sűrűn behálózzák a csatornák, ezek is hozzájárulnak a festői látképhez. Már a 20. század derekán kiszámították, hogy a csatornákon átívelő 310 híd miatt egységnyi területre több híd jut, mint Velencében.
Az ezredfordulón itt is, mint általában a Kínában meginduló rohamos gazdasági fejlődés során, már nagy tekintettel voltak a műemlékvédelmi és a környezetvédelmi szempontokra is, ezért a város turisztikai vonzereje töretlenül megmaradt.
A város jelképe az osmanthus virág és a kámforfa.

## Etimológia
A Szucsou (Suzhou) nevet hivatalosan i. sz. 589-ben, a rövid életű Szuj-dinasztia (Sui-dinasztia) (581–618) idején használták először.
A 蘇 karakter, vagy egyszerűsítve 苏, a szu (su), tulajdonképpen egy rövidített utalás a közeli Kuszu (Gusu) hegyre. Ennek a névnek a második szótagja egy fűszernövényt, a kínai bazsalikomot (Perilla frutescens) jelöli. Ehhez adódik a városnév második tagja, a csou (zhou), ami eredetileg egy adminisztratív körzetet jelentett, de fokozatosan, metonímia révén tartalma egy ilyen megye vagy tartomány székhelyére, azaz városra tolódott át. (Lásd pl. Hangcsou (Hangzhou)t is.)

## Történelem
A város helyén volt a vu (wu) kultúra bölcsője. A Tavasz és ősz korszak idején, a Csou-dinasztia (Zhou-dinasztia) (i. e. 1046 körül – i. e. 256) korában a kou vu (gou wu) nevű törzsek éltek a vidéken, a dombok és a vizek találkozásánál, a Taj (Tai)-tó partján.
Sze-ma Csien (Sima Qian) A történetíró feljegyzései című művében számol be arról, hogy a Csou (Zhou)-dinasztia uralkodója, Vu Tajpo (Wu Taibo) az i. e. 11. században megalapította a Vu (Wu) államot a közeli Vuhszi (Wuxi) várossal mint központtal. Az udvart később a modern Szucsou (Suzhou) körzet helyén fekvő Kuszu (Gusu) városba költöztették, amit a királyság nevéről Vu (Wu)nak is neveztek. I. e. 514-ben Ho Lü (Helü) király új fővárost alapított Ho Lü (Helü) városa néven, és ebből fejlődött ki a mai Szucsou (Suzhou). I. e. 496-ban Ho Lü (Helü) királyt a város mellett lévő Tigris-hegyen temették el. I. e. 473-ban Vu (Wu) államát legyőzte Jüe (Yue) királysága, és területét annektálta. Jüe (Yue) királyságát később, i. e. 306-ban Csu (Chu) állama foglalta el. Ebből a korból származnak a városfal egyes fennmaradt részei.
A Hadakozó fejedelemségek korában a várost Vu (Wu) megye (Vuhszian (Wuxian)) vagy parancsnokság (Vucsün (Wujun)) néven ismerték.). A Kínát egyesítő első császári uralkodóház, a Csin-dinasztia (i. e. 221 – i. e. 207) (Qin-dinasztia) idején a nevét Kuajcsi (Kuaiji)ra változtatták. Hsziang Jü (Xiang Yu), a híres hadvezér i. e. 209-ben itt indította meg felkelését, ami hozzájárult a Csin (Qin)-dinasztia megdöntéséhez.
A Nagy-csatorna megépülte után, i. sz. 605-től Szucsou (Suzhou) stratégiai pozícióba került e fontos gazdasági útvonal mentén, és ettől kezdve a város az egész kínai történelem során ipari és kereskedelmi központ volt. A Tang-dinasztia idején a nagy költő és kormányzó Po Csü-ji (Bai Juyi) megépíttette a Santang (Shantang)-csatornát, ami azóta is összeköti a város központját a Tigris-heggyel. 1035-ben Konfuciusz-templomot alapított itt a híres költő és író, Fan Csung-jen (Fan Zhongyan). A város az egyik fontos székhelye lett a császári vizsgáknak is. Ezen a hagyományon alapult az 1910-es években itt megnyitott korszerű főiskola.
1130-ban az északi Csin-dinasztia (1115–1234) (Jin-dinasztia (1115–1234)) feldúlta a várost. Ezt követte a mongol invázió 1275-ben. 1356-ban Szucsou (Suzhou) a vörösturbánosok felkelése egyik vezetőjének, Csang Si-cseng (Zhang Shicheng)nek a székvárosa lett, aki királynak kiáltatta ki magát. 1367-ben riválisa, a szintén a Jüan-dinasztia (Yuan-dinasztia) ellen lázadó Csu Jüan-csang (Zhu Yuanzhang) 10 hónapos ostrom után foglalta el a várost, majd Hung-vu (Hongwu) néven császárrá proklamálta magát, és ezzel megalapította a Ming-dinasztiát. Az új uralkodó leromboltatta a belvárosi palotákat és súlyos adókat vetett ki a helyiekre. A helyi vezető réteg egy része az új fővárosba, Nanking (Nanjing)ba költözött. Ennek ellenére a város hamarosan újra gazdasági virágzásnak indult.
Marco Polo is öregbítette a város hírnevét a 13. században. Feljegyezte, hogy itt nagy tömegben gyártanak selymet, brokátot; iparból és kereskedelemből élnek. A nagy itáliai utazó szokásos túlzásaitól nem mentesen azt írta, hogy a város kerülete negyven mérföld és hatezer magas kőhíd található benne.
1488-ban a koreai Csoszon-dinasztia egy magas rangú tisztviselője, Cshö Bu (Choe Bu) járt a városban, és úti beszámolójában elragadtatással emlékezett meg annak szépségéről és gazdagságáról. A város már ekkor is messze földön híres volt kertjeiről.

### VirágzóSzucsou(Suzhou)
Hszü Jang (Xu Yang) (Szucsou (Suzhou), 1712–1777 után), Csien-lung kínai császár (Qianlong kínai császár) udvari festője 1759-ben alkotta ezt a 12 méter hosszú tekercsfestményt, ami művészi értéke mellett felbecsülhetetlen értékű dokumentuma a város akkori állapotának, életének, a korabeli kínai hétköznapoknak. A tekercset asztalra helyezve, a jobb oldalán kezdve lehetett megtekinteni, szakaszonként, mintegy utazást téve a városban és környékén. Ebben a korban a kínai festők már kezdték alkalmazni a nyugati perspektivikus ábrázolást, ezért a kép részletei nagy hűséggel és jól tanulmányozhatóan ábrázolják a 18. századi kínai városok életének egyes jeleneteit. A festményen több mint 4800 emberi alak, 2000 építmény és 400 hajó, csónak látható. A művet 2013 októberétől 2014 januárjáig a londoni Victoria and Albert Museumban állították ki.

#### Részletek a tekercsről

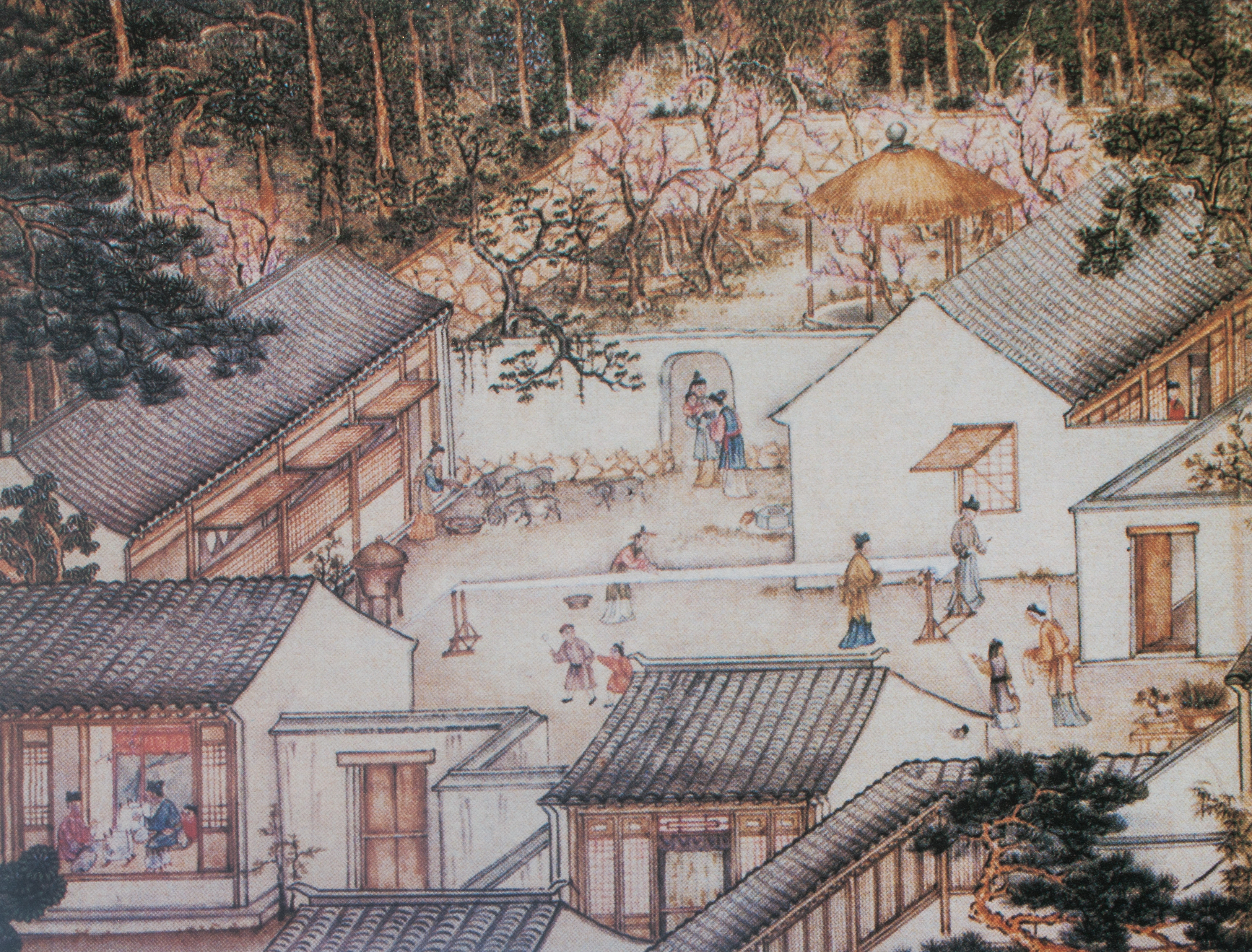
Falusi asszonyok munkában
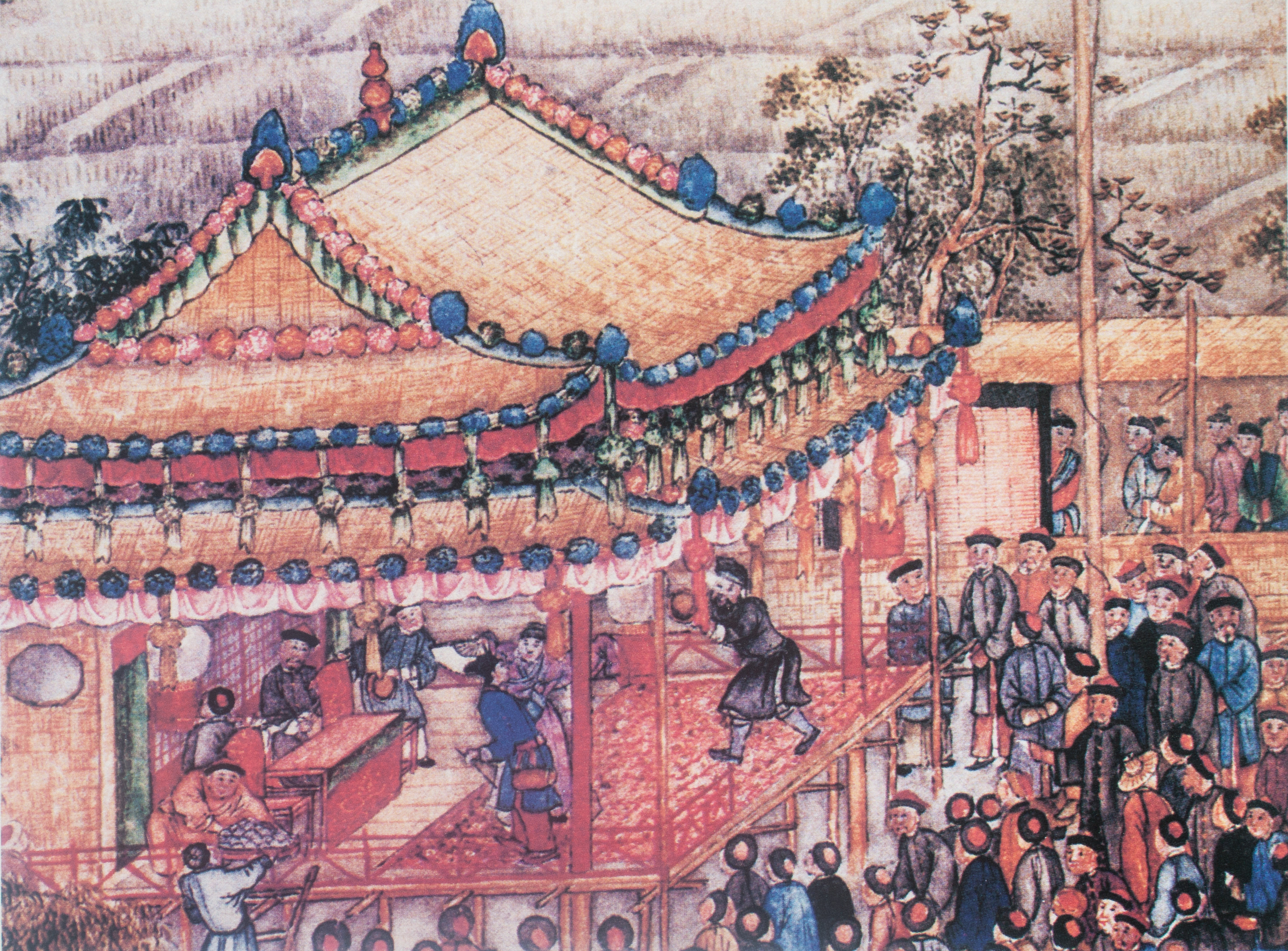
Színház
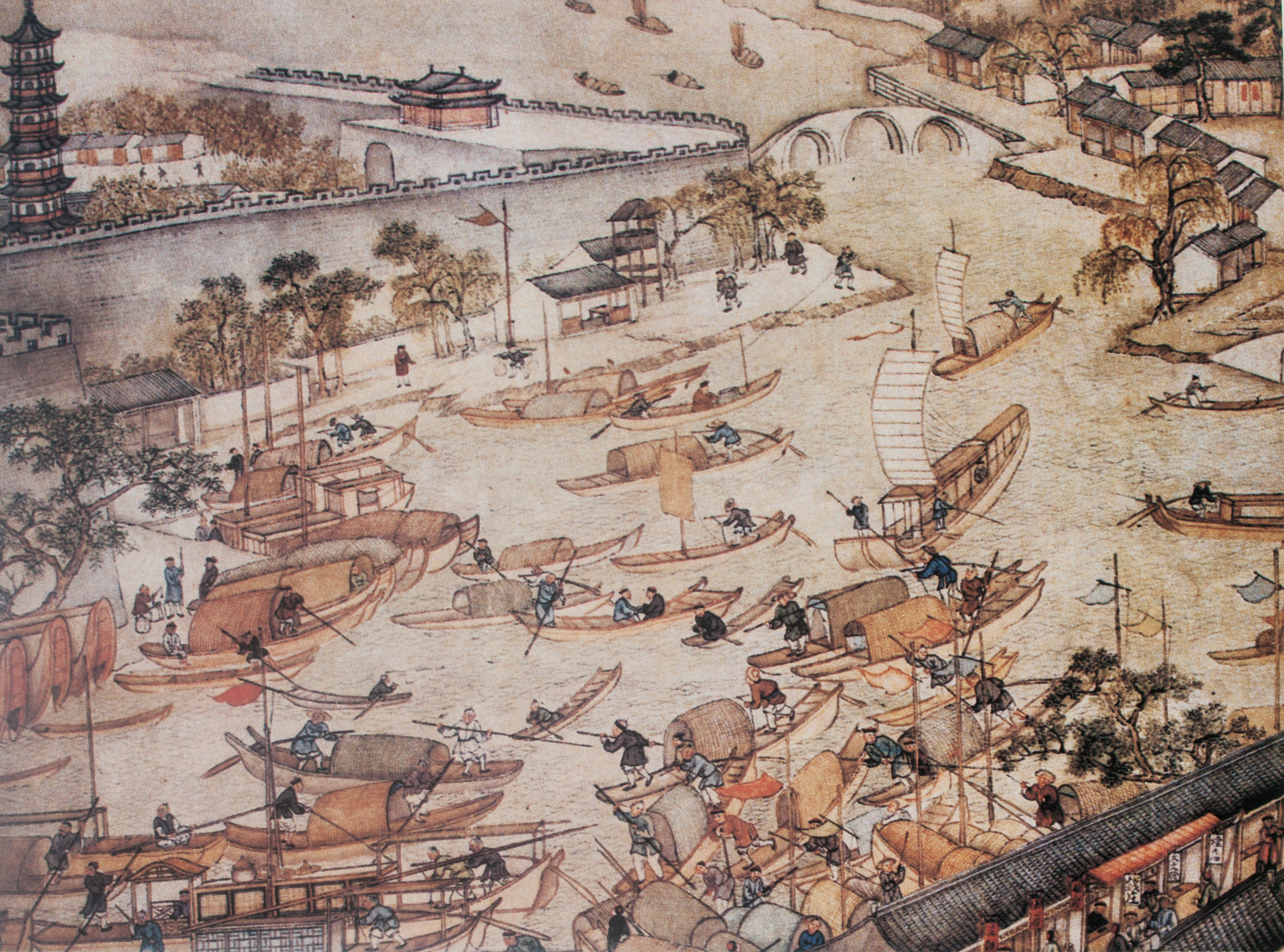
Kereskedés a vízen
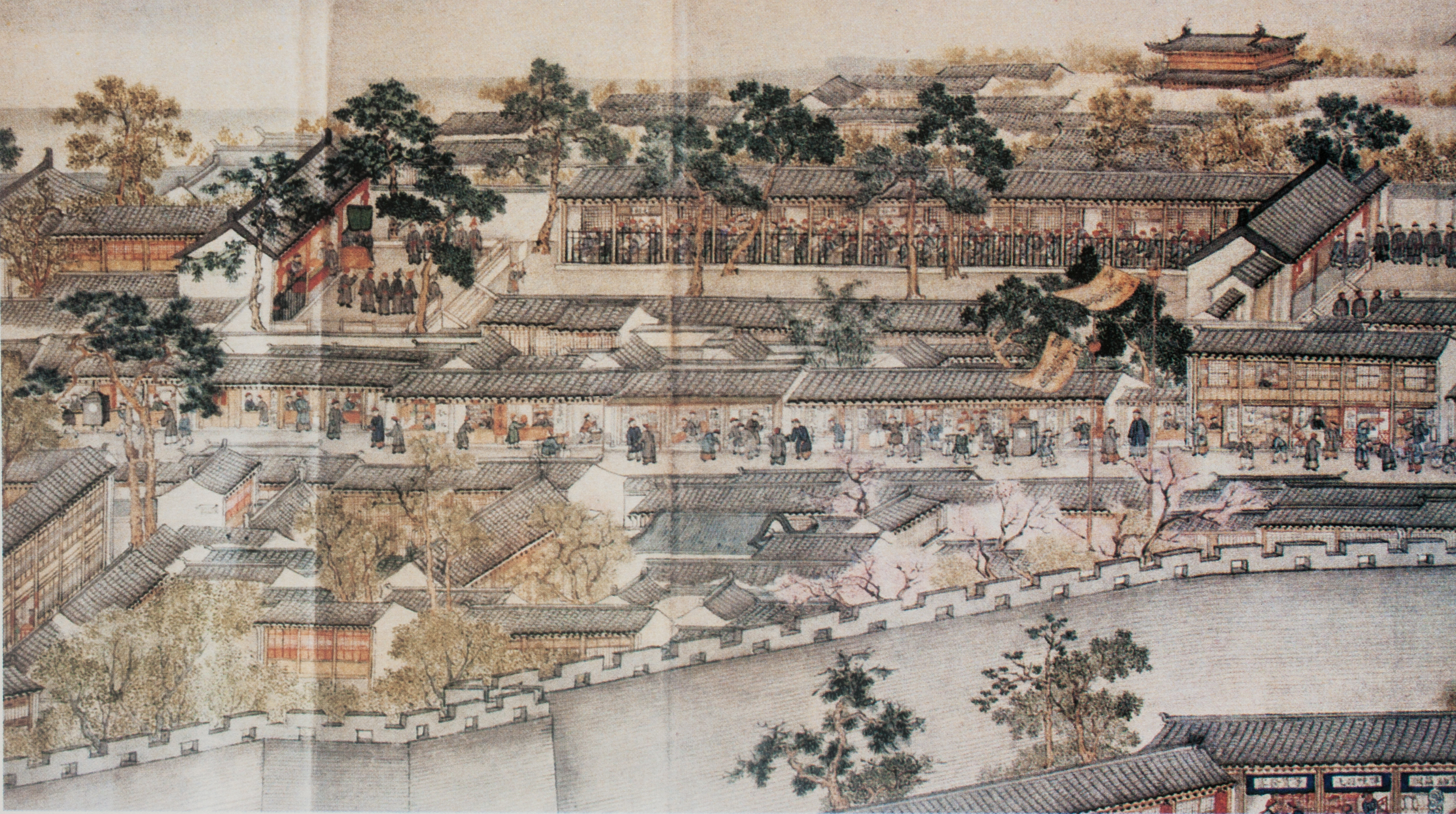
A császári vizsga csarnoka
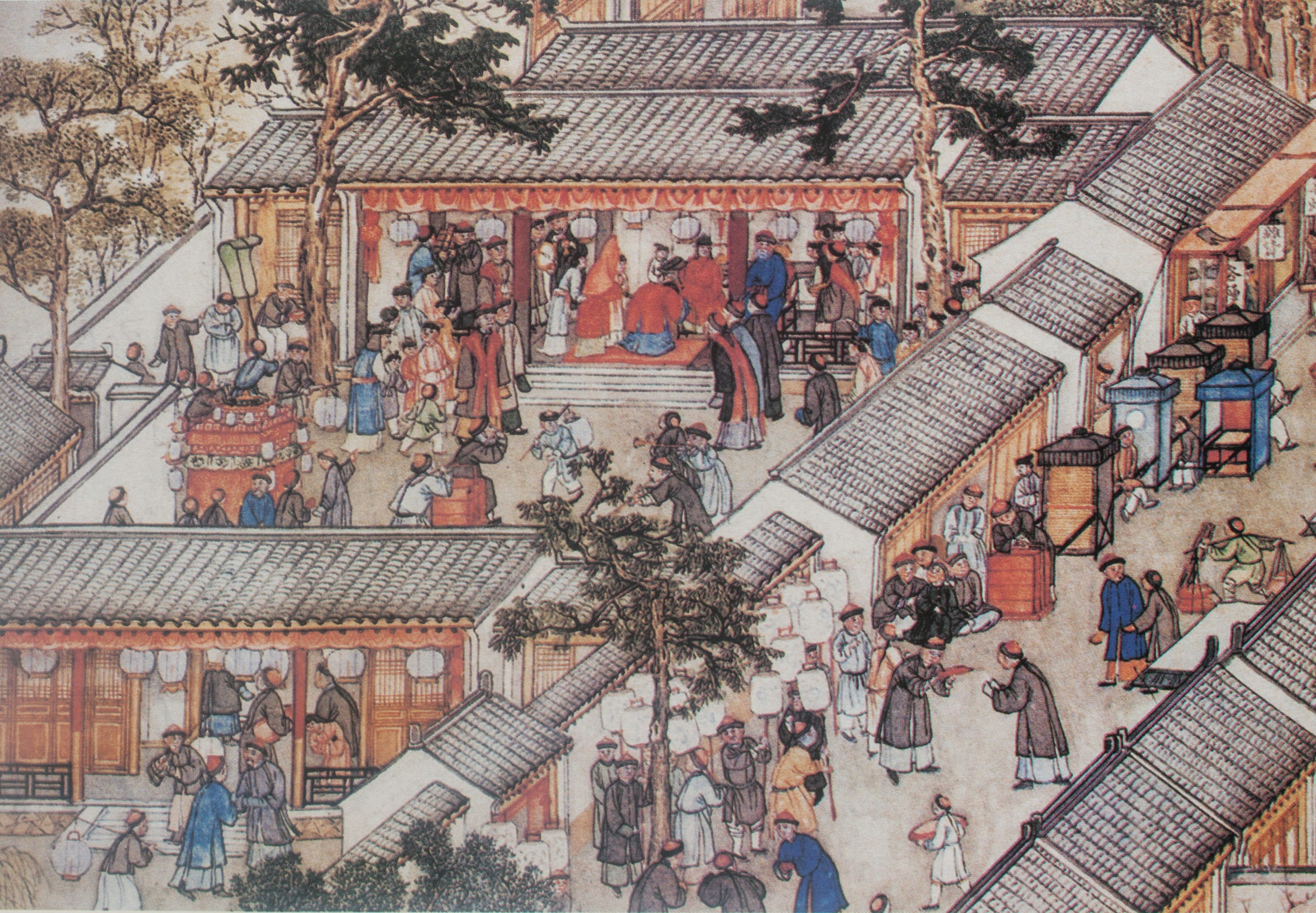
Esküvői szertartás
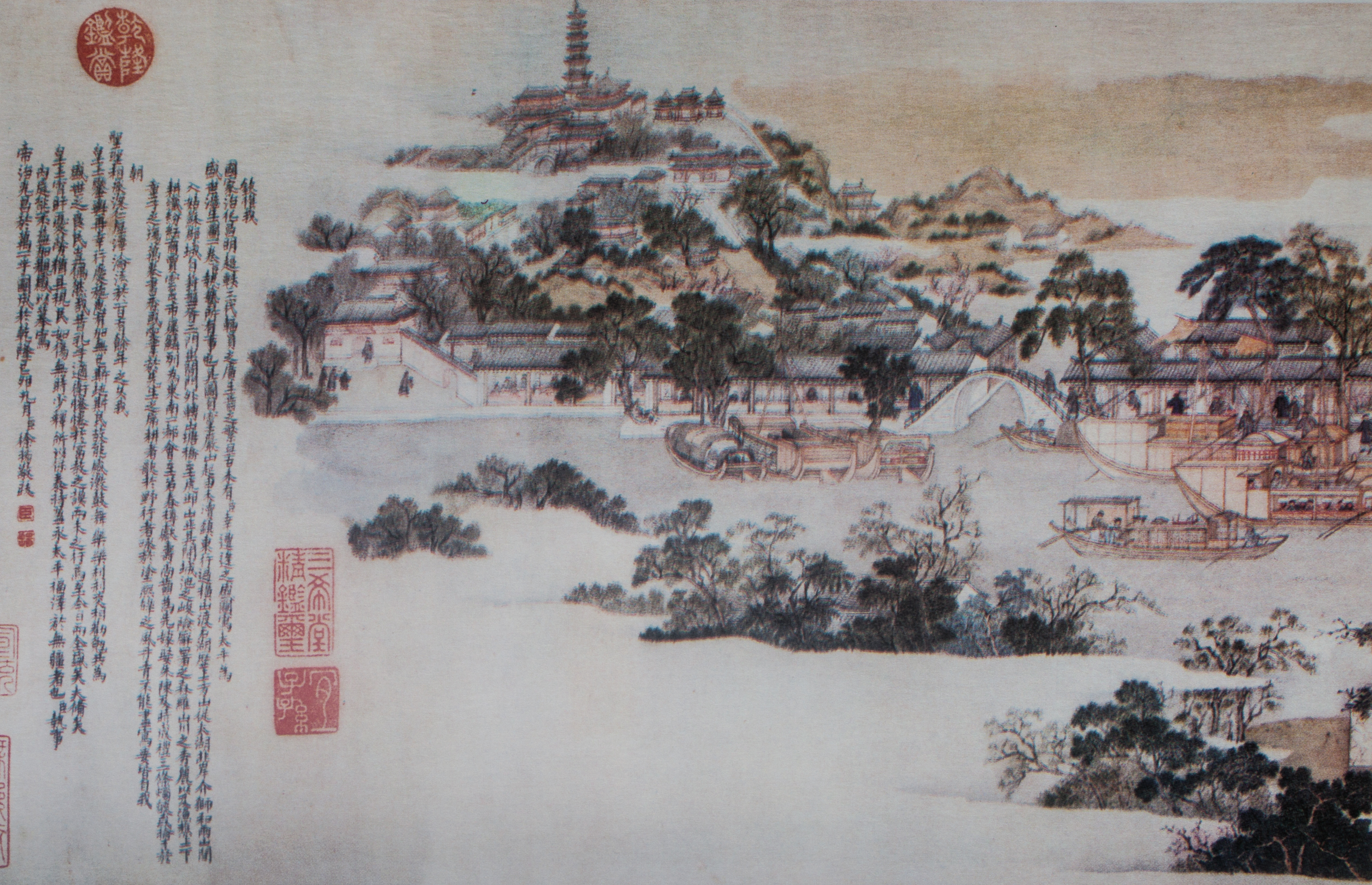
A Tigris-hegy

### 19. és 20. század
1860-ban újabb csapás sújtotta a várost, a tajping-felkelés katonái foglalták el. Az ópiumháborúk nyomán félgyarmati sorba süllyedt Kínában a Charles George Gordon brit hadvezér vezette császári csapatok foglalták vissza 1863-ban.
Lóczy Lajos már a tajping-felkelés után látogatta meg a várost. Úti beszámolója szerint a szabályos négyzet alakú várost 20 kilométernyi magas kőfal és széles csatorna vette körül. Vízi útjait a hajók tömkelege lepte el. A város ebben a korban, a 19. század végén is selyemszöveteiről, porcelánjáról – különösen a vörös mázas, úgynevezett bikavér vázákról – volt híres messze földön. A kor kínai divatáruit Szucsou (Suzhou) neve úgy fémjelezte, ahogy Európában Párizs vagy London neve segített eladni az árukat.
A város történetében a következő katasztrófát a második kínai–japán háború jelentette 1937-ben, amikor a japán invázió során számos kert is elpusztult. Ezek helyreállítása csak az 1950-es években indult meg.
Baracs Dénes az 1970-es években is arról számolt be, hogy a csatornák sűrű hálózata meghatározza a város életformáját, ezért is nevezik Szucsou (Suzhou)t Kelet vagy Kína Velencéjének. A lakosság jelentős hányada a vízen ringó hajókon születik, ott él, dolgozik és ott is hal meg végül. A csatornák partját szegélyező egy-két emeletes házak mindegyikéből lépcső vezet le a partra. A kor új jelensége volt a vasbeton bárkák megjelenése. A drága fa helyettesítésére vékony vasbetonból építették a hajókat, nagy, zárt légkamrákkal, amik biztosították ezeknek az 5–30 tonnás teherbírású alkotmányoknak az úszóképességét.

## Földrajz
Szucsou (Suzhou) prefektúra a Kínai-alföld délkeleti részén, Csiangszu (Jiangsu) tartományban, a Jangce torkolatvidéke feltöltött síkságának és a dombvidéknek a találkozásánál fekszik. Keleten Sanghaj (Shanghai), délen Csöcsiang (Zhèjiāng) tartomány, nyugaton a Taj (Tai)-tó, északon a Jangce határolja.

### Közigazgatási beosztása
| Térkép | Név                    | Név                                | Név               | Lakosság (2010-es kínai népszámlálás) | Terület (km²)     | Népsűrűség (per km²) |
| Térkép | Népszerű magyar átírás | Kínai                              | Pinyin            | Lakosság (2010-es kínai népszámlálás) | Terület (km²)     | Népsűrűség (per km²) |
| --- | ---------------------- | ---------------------------------- | ----------------- | ------------------------------------- | ----------------- | -------------------- |
| Kuszu Új Körzet Vucsong Hsziangcseng Vucsiang Szucsou Ipari Park Csangsu (város) Csangcsiakang (város) Kunsan (város) Tajcang (város) |                        |                                    |                   |                                       |                   |                      |
| Belváros |                        |                                    |                   |                                       |                   |                      |
| Kuszu körzet | 姑苏区                 | Gūsū Qū                            | 954 455           | 372                                   | 2565,73           |                      |
| Szucsou Új körzet | 苏州高新技术产业开发区 | Sūzhōu Gāo Xīnjìshù Chǎnyè Kāifāqū | 572 313           | 258                                   | 2218,26           |                      |
| Vucsong körzet | 吴中区                 | Wúzhōng Qū                         | 1 158 410         | 672                                   | 1723,82           |                      |
| Szucsou ipari park | 苏州工业园区           | Sūzhōu Gōngyèyuán Qū               | lásd Kuszu körzet | lásd Kuszu körzet                     | lásd Kuszu körzet |                      |
| Elővárosok |                        |                                    |                   |                                       |                   |                      |
| Hsziangcseng körzet | 相城区                 | Xiāngchéng Qū                      | 693 576           | 416                                   | 1667,25           |                      |
| Vucsiang körzet | 吴江区                 | Wújiāng Qū                         | 1 275 090         | 1093                                  | 1166,59           |                      |
| Környező megyei jogú városok |                        |                                    |                   |                                       |                   |                      |
| Csangsu | 常熟市                 | Chángshú Shì                       | 1 510 103         | 1094                                  | 1380,35           |                      |
| Tajcang | 太仓市                 | Tàicāng Shì                        | 712 069           | 620                                   | 1148,49           |                      |
| Kunsan | 昆山市                 | Kūnshān Shì                        | 1 646 318         | 865                                   | 1903,25           |                      |
| Csangcsiakang | 张家港市               | Zhāngjiāgǎng Shì                   | 1 248 414         | 772                                   | 1617,11           |                      |
| Összesen | Összesen               | Összesen                           | 10 465 994        | 8488                                  | 1233,03           |                      |

## Éghajlat
Szucsou (Suzhou) a monszun által befolyásolt nedves szubtrópusi éghajlati övezetben fekszik. Nyarai forrók és nedvesek, a tél hűvös, párás. A téli, Szibéria felől fújó északnyugati szelek erős éjszakai lehűlést, havazást is okozhatnak. A hőmérsékleti maximum rekordját, az 1951-ben indult mérések óta, 2013. július 31-én mérték 40,1 °C-kal. A negatív rekordot 1958. január 16-án jegyezték fel −9,8 °C-kal.
| Hónap                                      | Jan. | Feb. | Már. | Ápr. | Máj. | Jún. | Júl. | Aug. | Szep. | Okt. | Nov. | Dec. | Év   |
| ------------------------------------------ | ---- | ---- | ---- | ---- | ---- | ---- | ---- | ---- | ----- | ---- | ---- | ---- | ---- |
| Átlaghőmérséklet (°C)                      | 4,8  | 7,0  | 9,1  | 13,1 | 20,9 | 24,3 | 28,7 | 30,9 | 26,0  | 18,6 | 13,3 | 7,5  | 17,1 |
| Átl. csapadékmennyiség (mm)                | 41   | 75   | 193  | 83   | 67   | 59   | 191  | 54   | 67    | 56   | 3    | 43   | 932  |
| Forrás: Suzhou Bureau of Statistics (2010) |      |      |      |      |      |      |      |      |       |      |      |      |      |

## Látnivalók

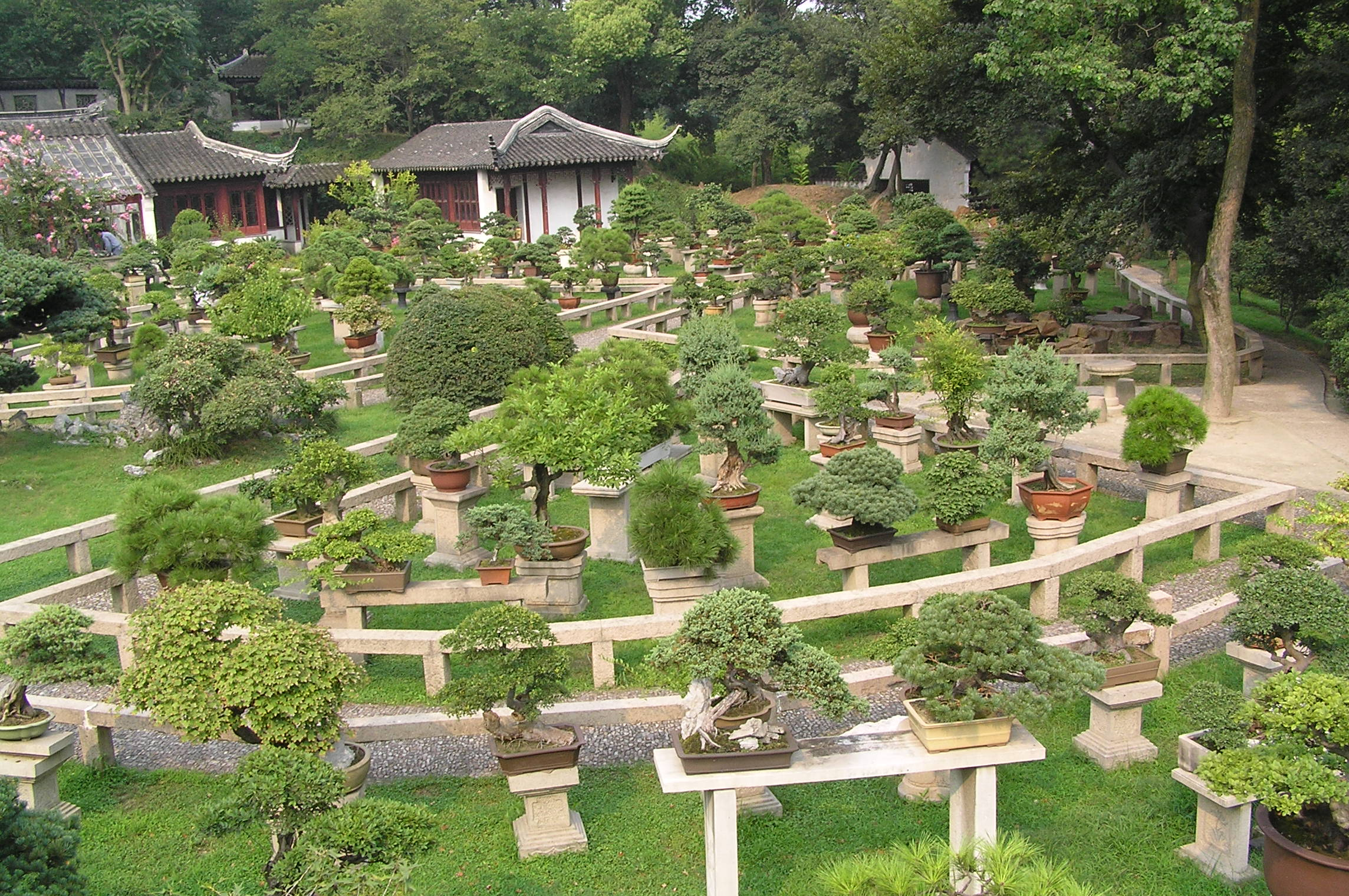
Bonszai-„erdő” az egyik kertben

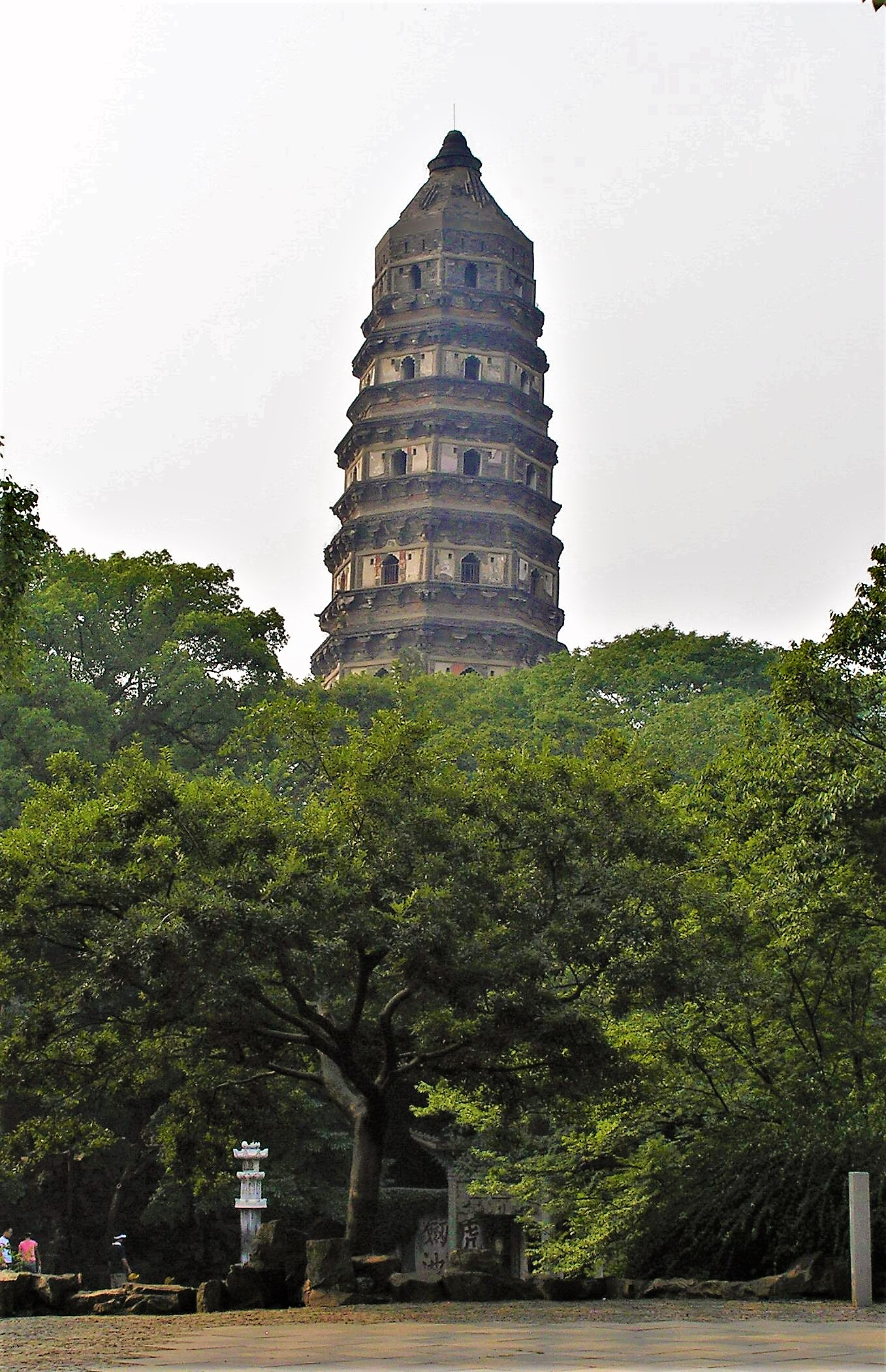
A ferde pagoda a 10. századból

### Kertek
A város legfontosabb látnivalói a kertek, a kínai kertművészet kiemelkedő alkotásai, amelyek a világörökségi listára is felkerültek. A kertek általános jellemzői a kis tavak és a csatornák, a közeli Taj-tóból származó fantasztikus alakú sziklák, valamint a pavilonok és más építmények egyedi kombinációi. A kertépítés csúcspontján, a Ming-dinasztia idején 150–200 kert volt a városban, amiből mára 69 maradt fenn, ezek közül pedig 9 került fel a világörökségi listára.
A kínai kertek társadalmi szervezete, a Chinese Garden Society a kulturális forradalom kényszerű szünete után 1978-ban újította fel a tevékenységét, helyi egyesülete, a Suzhou Garden Society pedig egy évvel később alakult. A szervezet a nagy nemzetközi érdeklődésre támaszkodva gyorsan élénk kapcsolatokat épített ki, nem függetlenül az Egyesült Államok és Kína közötti kapcsolatoknak az 1970-es években megindult fejlődésétől. Ennek egyik eredménye volt az Astor-udvar (Astor Chinese Garden Court) nevű állandó kiállítás létrehozása 1981-ben a New York-i Metropolitan Művészeti Múzeumban, a szucsou (suzhou)i Hálók mesterének kertje fő motívumaival.
A kínai kertek elemeivel is ékesített természetes domb, a Tigris-hegy(en) a történelmi óváros közelében a kínai történelem legnevezetesebb helyei közé tartozik. A 36 méter magas domb szigetként emelkedett ki a vízből, amikor a környéket még a tenger borította. Nevét állítólag alakjáról kapta, mivel némi fantáziával egy kuporgó tigrisre hasonlít. A legenda szerint i. e. 500 körül ide temették a Vu (Wu) állam uralkodóját, Ho Lü (Helü) királyt. Eszerint a sírba temérdek kincset, aranyat és jádét, 3000 kardot helyeztek. A temetés utáni harmadik napon egy fehér tigris jelent meg a dombon. A dombot a későbbiek során számos uralkodó kutattatta, de nem találták meg a kincset. A hely ennek ellenére már a középkorban sok „turistát” vonzott, számos híres ember felkereste és meg is írta itteni élményeit. Szu Si (Su Shi) Szung-dinasztia (Song-dinasztia) kori költő arról emlékezett meg, hogy egy életen át sajnálta: járt Szucsou (Suzhou)ban, de a Tigris-hegy megtekintését elmulasztotta.

### Templomok
A Tigris-dombon áll Szucsou (Suzhou) emblematikus jelképe, a nyolcszögletes, hétszintes, 54 méter magas téglapagoda, amit 959–961 között építettek. A pagoda a pisai ferde toronyhoz hasonlóan megdőlt, teteje 2,3 méterrel tér el a függőlegestől, de a dőlést itt is megállították.
Szucsou (Suzhou) számos híres buddhista és taoista temploma körül a legnevezetesebb a Hansan-templom (Hanshan-templom). Ismertsége nagyrészt a Hupej (Hubei) tartománybeli Csang Csi (Zhang Ji) költőnek köszönhető, aki már a 8. században költeményt írt róla, és ez bekerült A Tang-kor háromszáz verse című nevezetes gyűjteménybe is. A kolostort még 502-ben alapították, de jelenlegi épülete a 19. századból származik.

### Csatornák

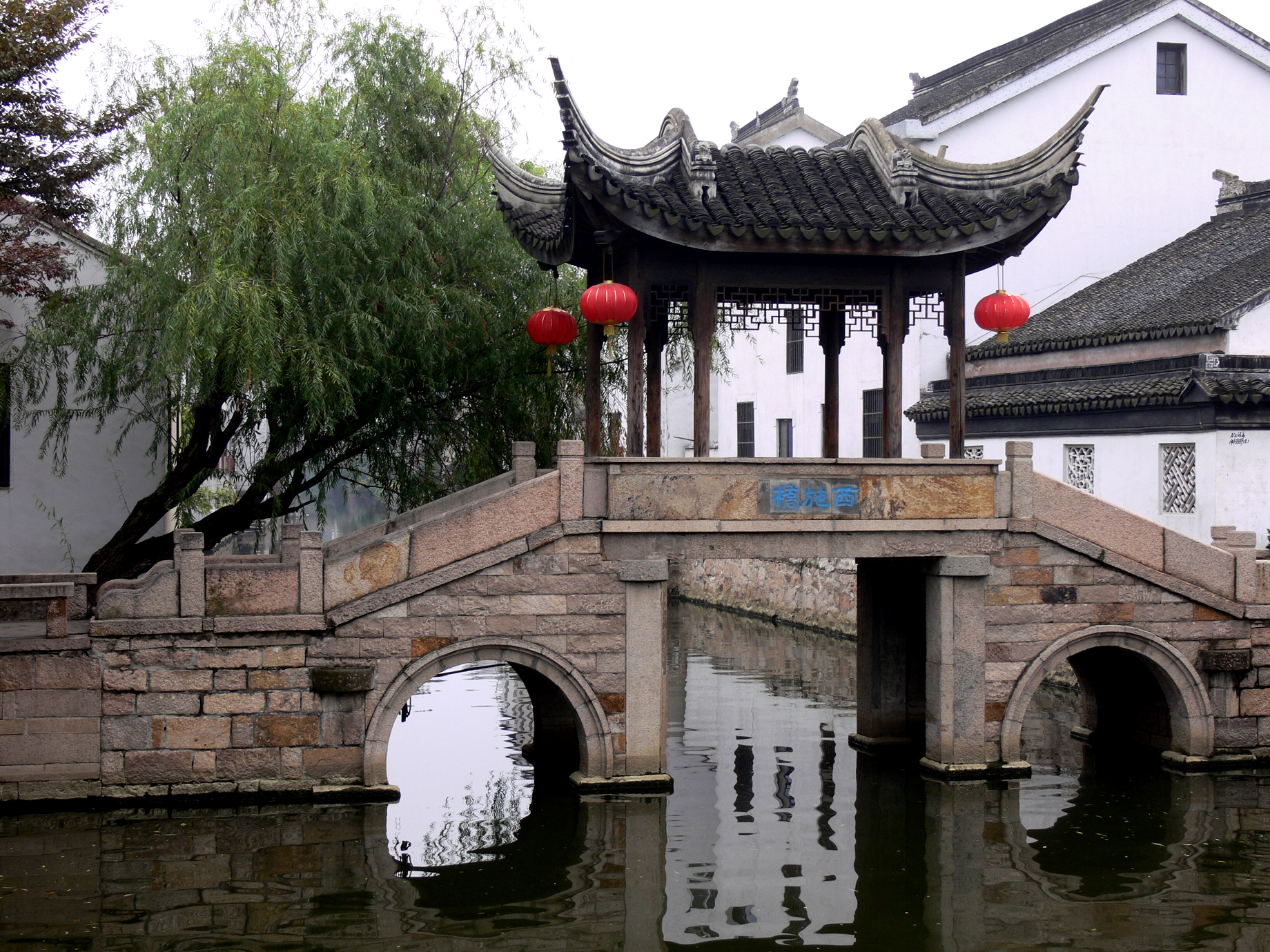
Hangulatos híd a csatorna felett

A városra jellemző csatornák közül a legnevezetesebbek az 1200 éve kiépült 3 kilométeres Santang (Shantang)-utca és csatorna, valamint a 800 éve, körülbelül 120 hektáron létrehozott Pingcsiang (Pingjiang)-úti negyed a csatornáikkal, folyóvizeikkel, ódon házaikkal, kulturális emlékeikkel.

### Felhőkarcolók

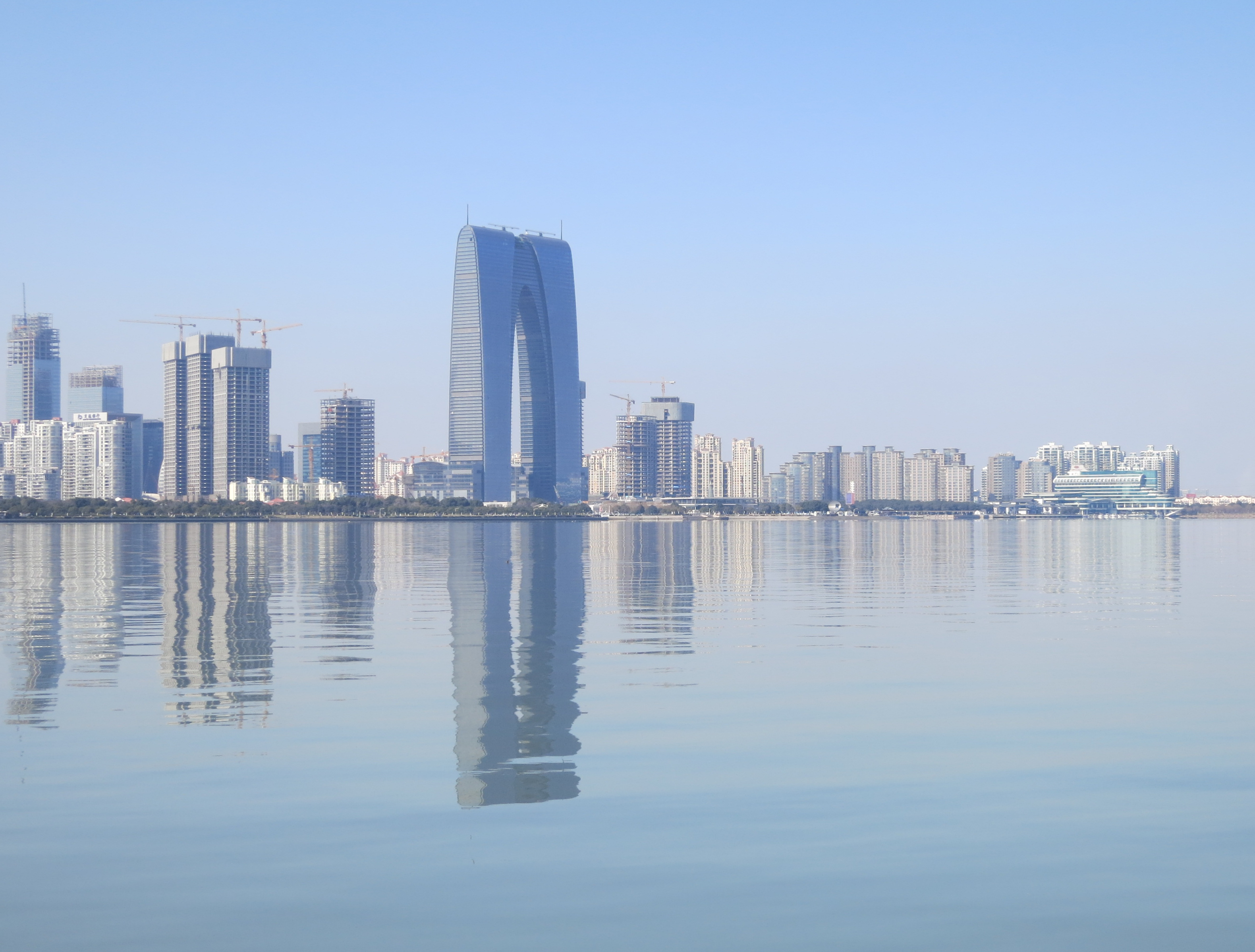
A Kelet Kapuja

A város új üzleti negyede hatalmas felhőkarcolókkal büszkélkedhet. A legmagasabb a 302 méteres, 64 emeletes, kaput formázó kettős felhőkarcoló, a Kelet kapuja, amit 2014/2015-ben fejeztek be, de teljes magasságát már 2012-ben elérte.

## Gazdaság
A város gazdasági élete a Tang-dinasztia kora óta a textiliparra, elsősorban a selyem és az arannyal átszőtt brokát gyártására, valamint a fontos vízi utak – a Jangce és a Nagy-csatorna – által elősegített kereskedelemre épült. Már a 15. századtól fennmaradtak adatok a selyemszövő munkások sztrájkjairól, amelyek gyakran erőszakba torkollottak.
A kommunista forradalom győzelem után, 1949-től Szucsou (Suzhou) is az iparosítás útjára lépett. Megjelent, majd megerősödött a városban a fémfeldolgozás, szerszámgépipar, műszeripar, elektronikai ipar, vegyipar. Emellett a hagyományos iparágak is fennmaradtak, a kézműves termékeket, a lakkfa-árut, a jáde- és fafaragványokat, a szantálfából készült termékeket, a bársonyt elsősorban exportra termelték.
Szucsou (Suzhou) a 20. század nagy visszaesései, illetve csendesebb fejlődése után az ezredforduló tájától az országgal együtt a gyors növekedés útjára lépett, és egyúttal a vezető városok közé emelkedett. 2012-ben a GDP termelése szempontjából Kína hatodik városa volt Sanghaj (Shanghai), Peking (Beijing), Kanton (település) (Guangchou), Sencsen (Shenzhen) és Tiencsin (Tianjin) után; az ipari termelés értéke szerint a második volt Sanghaj (Shanghai) után; a helyi költségvetés nagysága szerint a hatodik Sanghaj (Shanghai), Peking (Beijing), Tiencsin (Tianjin), Csungking (Chongqing), Sencsen (Shenzhen) után; az export tekintetében a harmadik Sencsen (Shenzhen) és Sanghaj (Shanghai) után; a befektetett külföldi tőke szerint az ötödik Sanghaj (Shanghai), Tiencsin (Tianjin), Dalien és Csungking (Chongqing) után.
A város, mint közigazgatási egység nemzeti jövedelme 2012-ben 10,1%-kal emelkedett. A helyi költségvetés bevétele 2002-től 2012-ig, összehasonlítható árakon 17-ről 120 milliárd jüan (yuan)ra (CNY, 2014. február 3-án 1 CNY egyenlő 37,6 HUF), mintegy hétszeresére nőtt. A három fő gazdasági ágazat, a mezőgazdaság, az ipar és a szolgáltatások aránya a GDP termelésében 1,5:54,2:44,2 volt.
A nagy külföldi multinacionális vállalatok közül 43 amerikai, 39 japán, 13 francia és 5 brit cég telepedett meg a városban.

### Mezőgazdaság
A mezőgazdaság (beleértve az erdészetet, állattenyésztést és halászatot is) termelési értéke 2012-ben 4,1%-os emelkedéssel elérte a 33,8 milliárd CNY-t. A gabonatermelés 1,177 millió tonna volt. A város környékén mintegy 1700 fajta terméket igazoltak szennyeződésmentes, „zöld” árunak. 431 új gazdasági szövetkezet alakult, ezzel a városkörnyéki szövetkezetek száma 2012-ben 3928-ra nőtt, amelyekben a vidéki háztartások 96%-a vett részt. A vidéki lakosság átlagos jövedelme 2012-ben 15%-kal nőtt.

### Ipar és építőipar

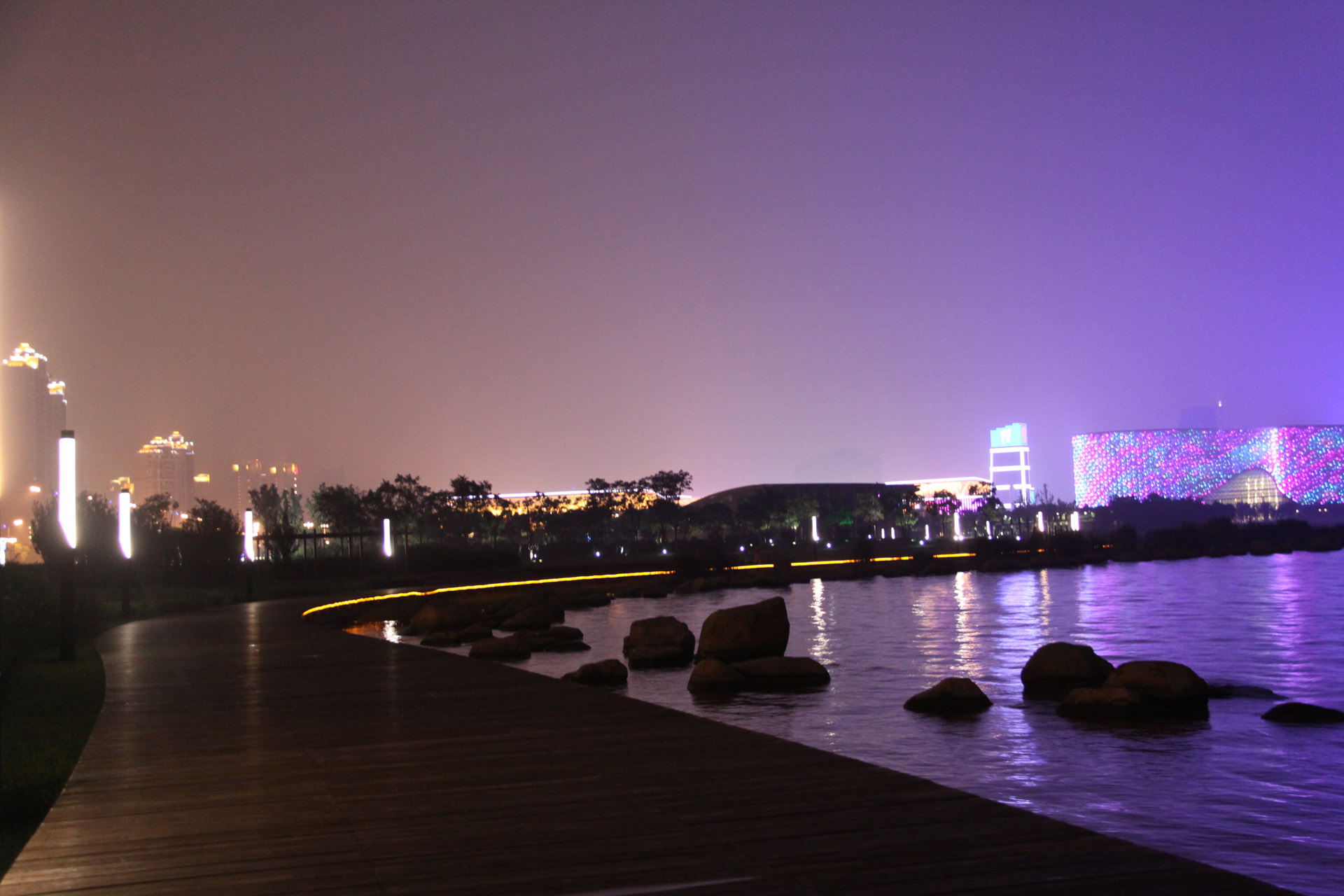
Esti tóparti látkép

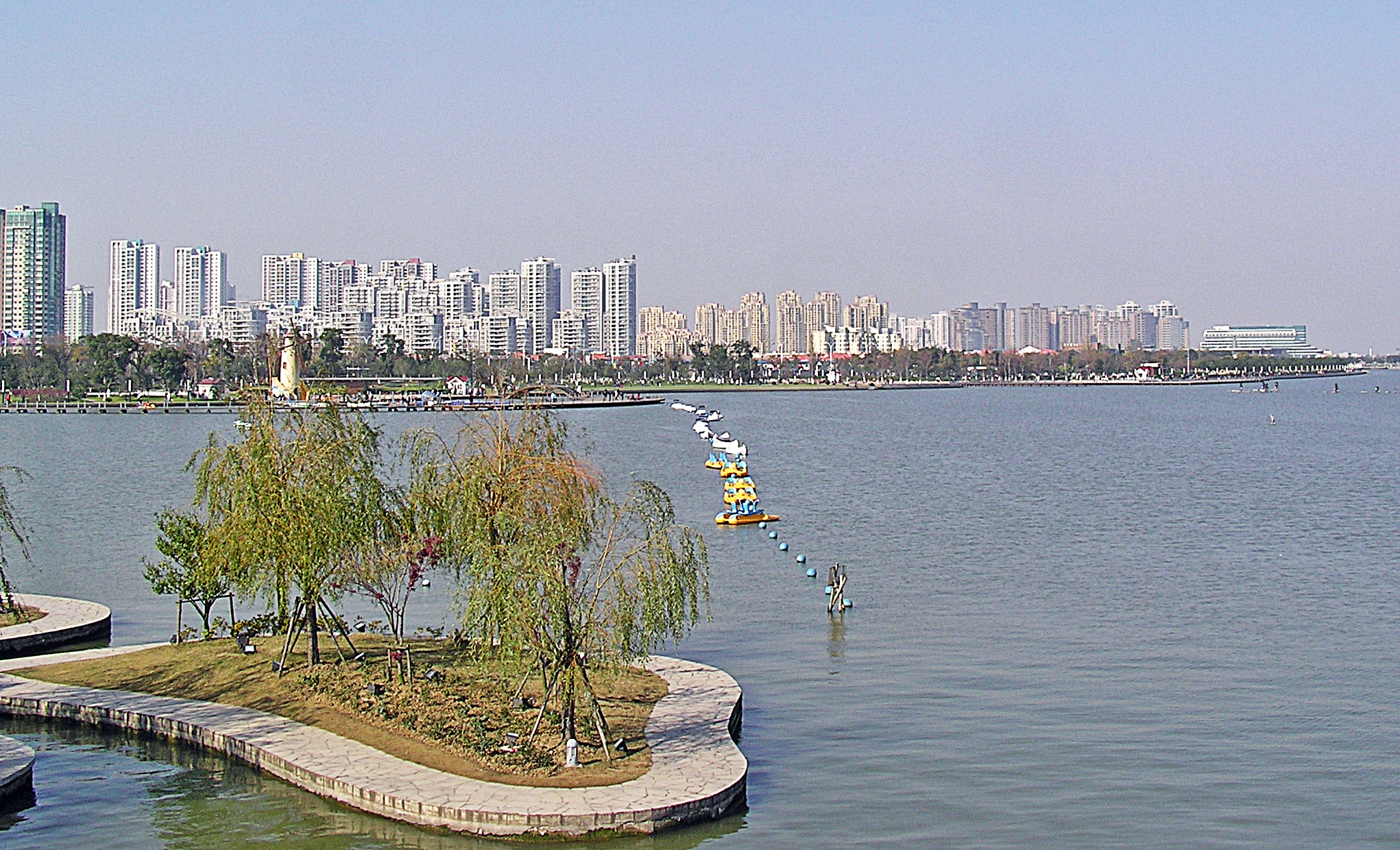
Az ipari park a háttérben

A város legújabb ipari fellendülése 1990-ben indult meg egy új ipari terület létrehozásával, amit 1992-re országos szintű kiemelt high-tech zónának nyilvánítottak (Suzhou National New & Hi-Tech Industrial Development Zone, SND). 2007 végére a külföldi vállalatok már 6,8 milliárd dollárt ruháztak be itt. Az SND területén 2014-ben mintegy 1500 külföldi vállalat működik, közülük 40 szerepel a Forbes magazin 500-as listáján.
1994-ben avatták fel szingapúri közreműködéssel az óvárostól nyugatra, 288 km² területen létesült másik ipari parkot (Suzhou Industrial Park, SIP). 2002-ben a SIP területén belül létrehoztak egy külön, exportra termelő zónát, fejlett infrastruktúrával. Minden adminisztratív feladatot, vámeljárást már számítógépen lehetett intézni, és a külföldi befektetők jelentős kedvezményeket kaptak.
A város egészének ipari termelése 2012-ben 3,5%-kal nőtt és elérte a 3452,8 milliárd CNY-t. Ebből a magánvállalatok termelése 14%-ot, a külföldi tulajdonban lévő vállalatok termelése 55,4%-ot tett ki. Az építőipar termelése 12%-kal nőtt ebben az évben.

### Közlekedés és hírközlés

#### Autóutak
Szucsou (Suzhou) a 274 km hosszú Sanghaj (Shanghai)–Nanking (Nanjing) autópálya vonalán helyezkedik el. Emellett érinti a Jangce folyó menti autópálya, valamint Hangcsou (Hangzhou)ba is vezet egy autópálya. A város körüli külső körgyűrű 2005-ben készült el. A 312-es számú kínai országos főútvonal is érinti a várost. 2012-ben 11,61 milliárd CNY-t fektettek be a közlekedés további fejlesztésébe, ebből 6,07 milliárdot útépítésbe és 3,5 milliárdot kikötőépítésbe. A városban és környékén az autópályák hossza elérte az 533,1 km-t. A magán-személygépkocsik száma egy év alatt 20,65-kal emelkedett és elérte az 1,445 milliót.

#### Vasút
Szucsou (Suzhou) a Sanghaj (Shanghai)–Nanking (Nanjing) vasúti korridoron fekszik, amihez három párhuzamos vasútvonal is tartozik. A város központi pályaudvara Kínában a legforgalmasabbak közé tartozik. Ezen halad át a Peking és Sanghaj (Shanghai) közötti „hagyományos” vasútvonal, a Sanghaj (Shanghai)–Nanking (Nanjing) intercity vasút és a nagy sebességű D- és G-sorozatú, főleg szintén Sanghaj (Shanghai) és Nanking (Nanjing) között közlekedő vonatok. A Sanghaj (Shanghai)ig tartó 100 km-es utat a leggyorsabb vonatok 25 perc alatt teszik meg.

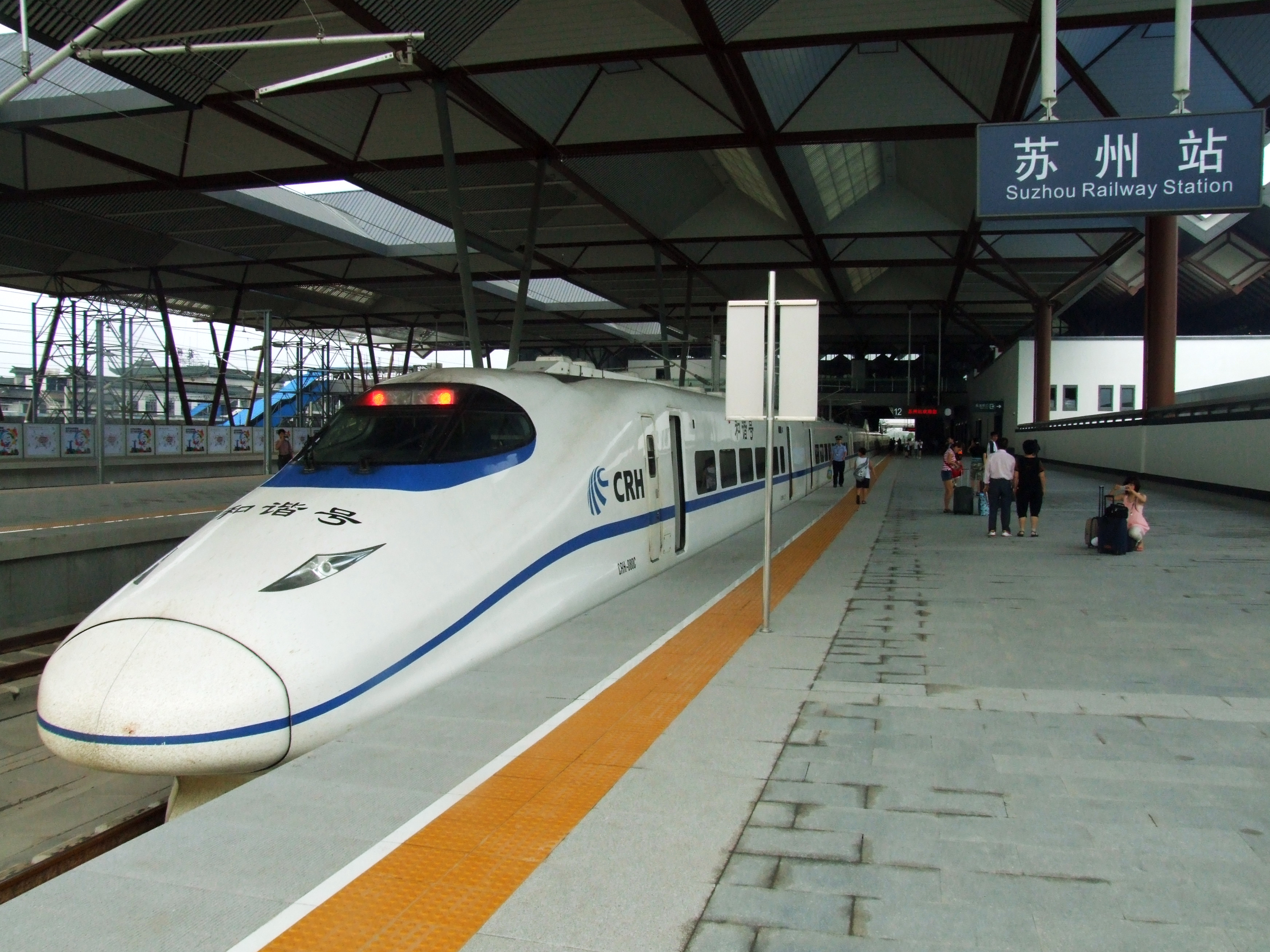
Nagysebességű vonat a vasútállomáson

A Szucsou (Suzhou) Északi Pályaudvaron halad át a 2011-ben megnyílt Peking–Sanghaj nagysebességű vasútvonal.

#### Légiközlekedés
Szucsou (Suzhou) elérhető közelségében három repülőtér van. A Vuhszi (Wuxi) városával közösen üzemeltetett Sunan Shuofang International Airport, és Sanghaj (Shanghai) mellett két repülőtér, a Shanghai Hongqiao International Airport és a Sanghaj-Putungi nemzetközi repülőtér (Shanghai Pudong International Airport) is elérhető. Igaz, az utóbbihoz a közvetlen buszjárat menetideje három óra. A gyorsvasúthoz átszállás szükséges, de így is rövidebb idő alatt (két óra körül) megtehető az út. Rendelkezésre áll még 5 utasos iránytaxi  és normál taxi is.

#### Folyami közlekedés
Szucsou (Suzhou) kikötője a Jangce jobb partján 2012-ben 428 millió tonna árut és 5,86 millió konténert mozgatott meg, amivel a világ legforgalmasabb belvízi folyami kikötője lett.

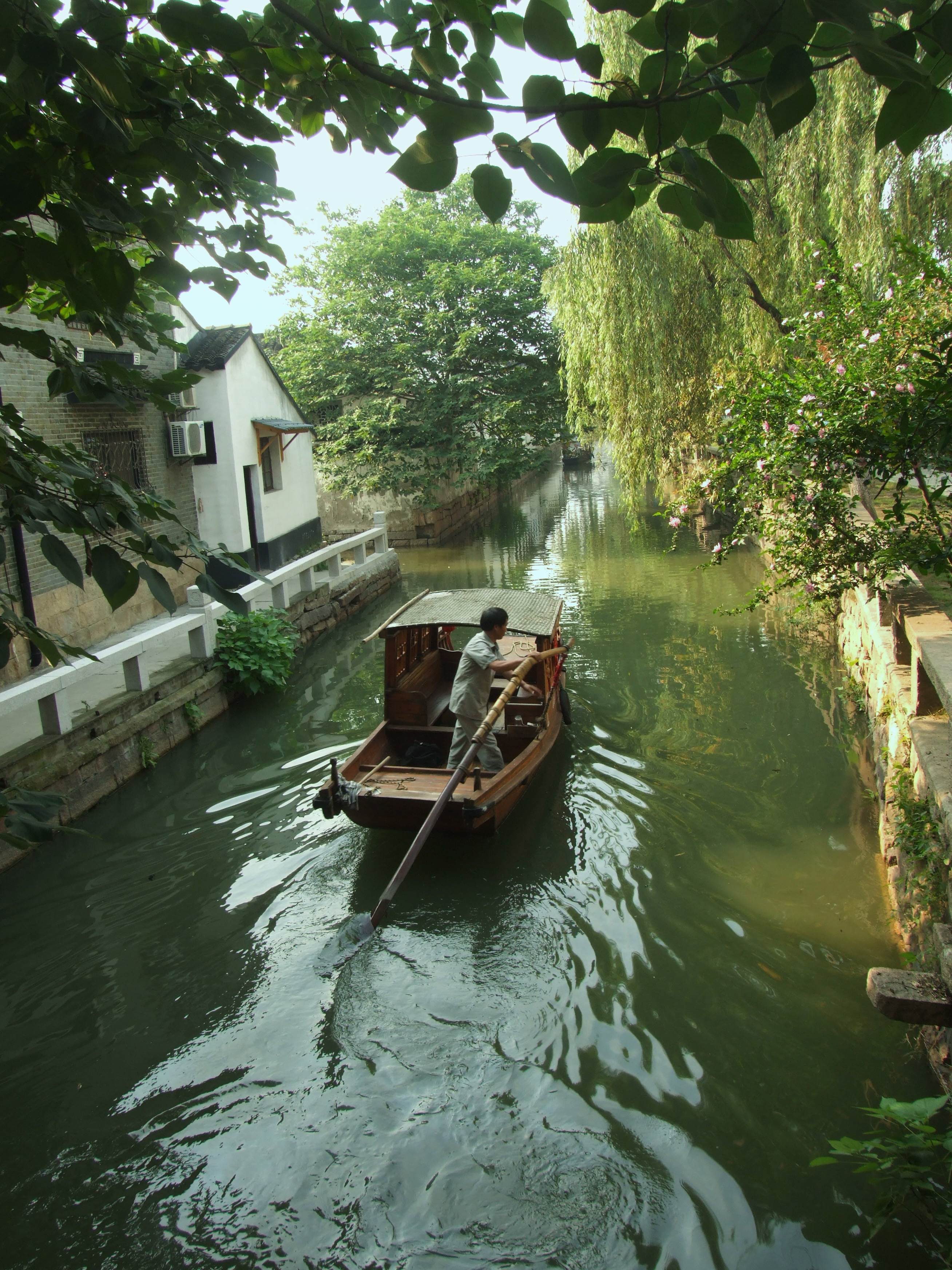
Egy csendesebb csatorna

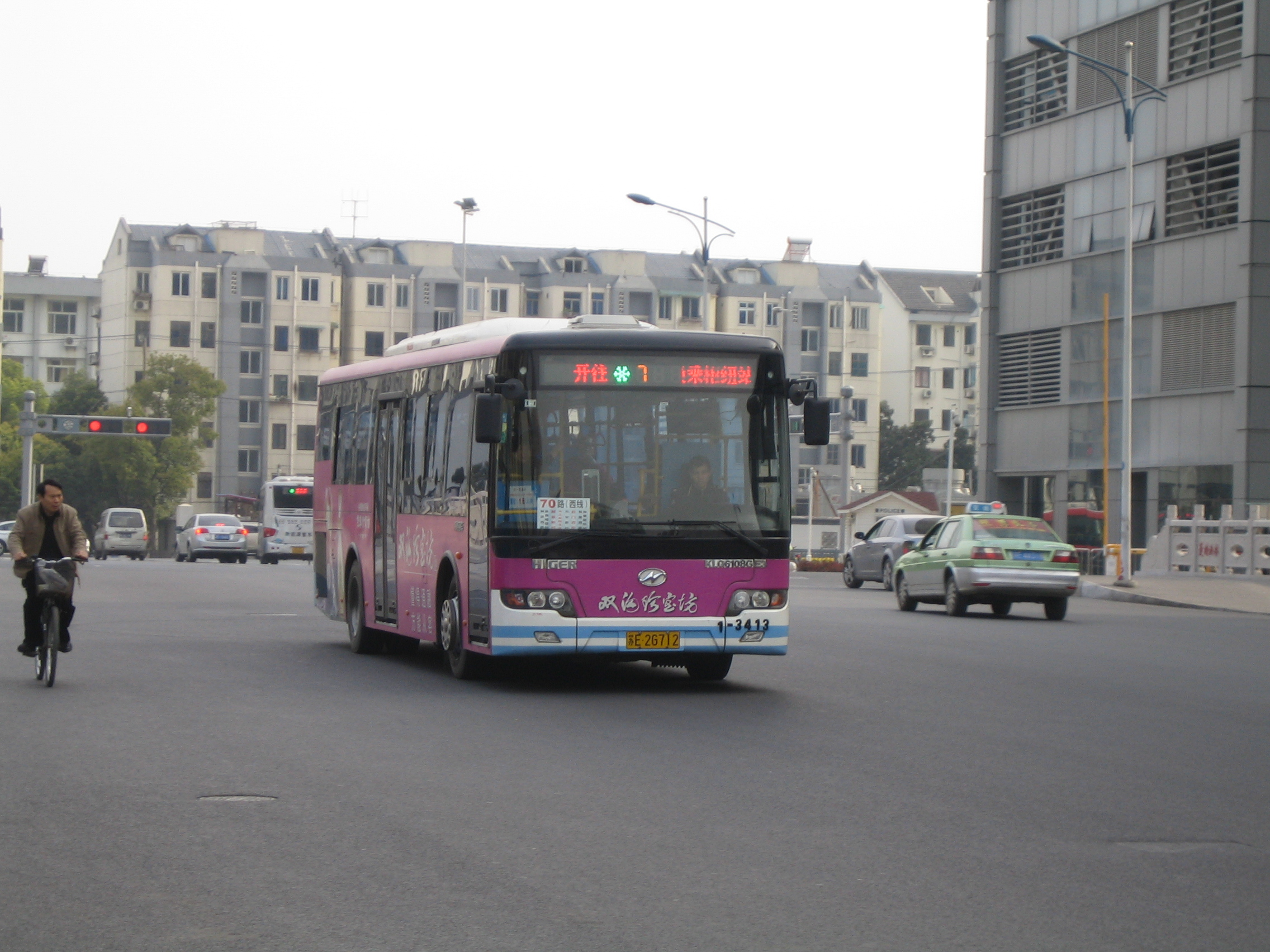
Helyi buszjárat

A városi kis folyókon és csatornákon élénk turistaforgalom is zajlik.

#### Városi közlekedés
A városban gyors ütemben folyik a tömegközlekedés fejlesztése. A kilenc vonalra tervezett metróhálózat első vonalát 2012 áprilisában, a másodikat 2013 decemberében adták át.
A városi buszokkal a település minden része elérhető. A viteldíj a megtett úttól függetlenül 1 CNY, illetve 2 CNY a légkondicionált buszokra.
A taxiközlekedés jól szervezett, okostelefon-applikációkon is megrendelhető. Az alapdíj 2014-ben 15 CNY + 3 CNY kilométerenként.
A régi, hagyományos riksák helyett az újabban Nyugaton, illetve Magyarországon is divatos pedálos járműveket, a pedicab-et lehet bérelni. Természetesen a kerékpár-kölcsönzés is széles körben elérhető.

#### Telekommunikáció
A telekommunikáció szektorában termelt jövedelem 2012-ben 9,1%-os emelkedéssel elérte 18,46 milliárd CNY-t. A telefonok száma 15,47 millió, a széles sávú internetet használók száma 2,678 millió lett.

### Turizmus
A 21. század elején a városban virágzó tömegturizmus nagy előzményekre tekinthet vissza. A városba már a kínai középkorban is sok látogató érkezett, az utazgató gazdag írástudók körében szinte elengedhetetlen volt a meglátogatása.
A 20. század viharos évtizedei után, már a viszonylagos konszolidáció hajnalán, a Kínába érkező külföldi turistacsoportokat a Tiltott Város és a kínai nagy fal mellett leggyakrabban a Szucsou (Suzhou)–Sanghaj (Shanghai)–Hangcsou (Hangzhou) háromszög megtekintésére vitték el.
2012-ben már 3,22 millió külföldi turista érkezett a városba, ami 8,1%-os növekedést jelent a megelőző évhez képest. A turizmusból származó jövedelem 15,1%-kal nőtt. A belföldi turistákkal együtt a teljes idegenforgalom elérte a 115 millió főt. A városban 148 minőségi szálloda volt, közülük 75 darab 4 vagy több csillagos minősítésű.

### Szolgáltatás
A széles értelemben vett pénzügyi szolgáltató szektorban működő vállalatok száma elérte a 70-et, összesen több mint 800 000 alkalmazottal. Együttes forgalmuk 20%-os növekedéssel meghaladta a 600 milliárd CNY-t. További 260 modern szolgálató vállalkozás jött létre, így számuk összesen 1042-re emelkedett.

## Környezetvédelem
Szucsou (Suzhou) városa nagy figyelmet fordít a környezetvédelemre is. 2012-ben a város területén már 339 nap folyamán jó minőségű volt a városi levegő. A vezetékes ivóvíz minősége mindenütt kitűnő volt.
A városban 2012-ben 174 környezetvédelmi projekt végrehajtása volt folyamatban, főleg a különböző légköri szennyező anyagok kibocsátásának csökkentése érdekében.

## Tudomány és technika
A K+F kiadások a hegyi GDP 2,6%-át tették ki 2012-ben. A hi-tech ipar termelése 10,9%-kal nőtt. A város nagy figyelmet fordít a szellemi tulajdon védelmére, az elsők között van Kínában e téren. Ugyancsak nagy erőket összpontosítanak tehetségkutatásra, a kiemelkedő képességű fiatalok speciális oktatására.

## Oktatás és kultúra
A városban összesen 97 200 oktatási intézmény működik, köztük 20 egyetem és főiskola.
A színjátszó és kulturális előadócsoportok száma 15, 12 kulturális múzeum és 36 egyéb múzeum valamint 12 közkönyvtár működik. A Szucsou tartomány hagyományos népi színjátszási hagyomány a Kun Qu opera  2008-ban került fel a UNESCO szellemi kulturális örökségi listájára.

## Egészségügy, társadalombiztosítás, átlagjövedelem
Szucsou (Suzhou)ban 3028 egészségügyi intézmény működik, közöttük 326 kórház. A kórházi ágyak száma 46 000, az orvosoké 20 800 (8,4 illetve 6,4%-os növekedés 2011-hez képest). Az egészségügyi hálózat mind a városi, mind a vidéki körzetek 100%-át lefedi.
A városban a társadalombiztosítás rendszere élenjáró. Ez az első olyan körzet Kínában, ahol a különböző szociális és egészségbiztosítások rendszere gyakorlatilag a lakosság egészére kiterjed. Az egy főre jutó havi átlagjövedelem 2012-ben a körzetben a városi lakosság körében 117 600 forintnak felelt meg, a vidéki lakosság esetében 60 744 forint volt.

## Sport
A városban született sportolók a 2012. évi nyári olimpiai játékokon két arany- és egy ezüstérmet szereztek a kínai csapatnak. Ebben az évben még négy atléta lett világbajnok, és ezzel Szucsou (Suzhou) világbajnokainak száma 23-ra emelkedett. A városban 2012-ben 23 nemzetközi sportversenyt rendeztek. A lakosság 3,3 milliárd CNY értékben (124 milliárd forint) fogadott a sportra a számítógépes lottón, és ezzel a második lett a kínai nagyvárosok sorában.

## Kínai mondások a városról
„Szüless Szucsou (Suzhou)ban, élj Hangcsou (Hangzhou)ban, egyél Kanton (Guangzhou)ban, halj meg Liucsou (Liuzhou)ban.” (生在苏州, 活在杭州, 吃在广州, 死在柳州) (Azaz Szucsou (Suzhou) az ott született híres emberekről, Hangcsou (Hangzhou) szépségéről, Kanton (Guangzhou) ételeiről, Liucsou (Liuzhou) pedig a nanmu fából készült koporsóiról volt nevezetes, amelyben állítólag nem indul oszlásnak a test).
„Fent az ég, lent Szucsou (Suzhou) és Hangcsou (Hangzhou).” (上有天堂，下有苏杭). (Azaz ami az égben a mennyország, az a földön ez a két város.)
„Szucsou (Suzhou)ban a vita kellemesebb, mint Kanton (Guangzhou)ban a hízelkedés.” (Utalás a városi vu (wu) dialektus kellemesnek tartott hangzására.)

## Híres Szucsouiak
- Szun-ce hadvezér, a hadtudomány egyik legnagyobb géniusza
- Po Csü-ji a Tang-dinasztia korának egyik legismertebb költője
- I. M. Pei Pritzker-díjas kínai származású amerikai építész
- Li Cseng-tao fizikai Nobel-díjas kínai-amerikai fizikus
- Fej Csün-lung kozmonauta

## Testvérvárosok
Szucsou (Suzhou) testvérvárosai (zárójelben a kapcsolat létrejöttének éve):
- Velence, Olaszország (1980)
- Victoria, Kanada (1980)
- Ikeda, Japán (1981)
- Kanazava, Japán (1981)
- Portland, Oregon, Amerikai Egyesült Államok (1988)
- Tulcea, Románia (1995)
- Csondzsu, Dél-Korea (1996)
- Riga, Lettország (1997)
- Iszmáilija, Egyiptom (1998)
- Grenoble, Franciaország (1998)
- Nijmegen, Hollandia (1999)
- Esbjerg, Dánia (2002)
- Porto Alegre, Brazília (2004)
- Antananarivo, Madagaszkár (2005)
- Constanz, Németország (2007)
- Taupo, Új-Zéland (1987)
- Logan, Ausztrália (1988)
- Dél-Småland régió, Svédország (2012)

Ezen kívül a Szucsou (Suzhou) vezette prefektúra, illetve annak egyes városai is létesítettek számos, 2012-ig összesen 25 testvérvárosi kapcsolatot világszerte.

## Fordítás
Ez a szócikk részben vagy egészben  a   Suzhou című angol Wikipédia-szócikk ezen változatának fordításán alapul.  Az eredeti cikk szerkesztőit annak laptörténete sorolja fel. Ez a jelzés csupán a megfogalmazás eredetét és a szerzői jogokat jelzi, nem szolgál a cikkben szereplő információk forrásmegjelöléseként.